# Heterotrissocladius similis
Heterotrissocladius similis är en tvåvingeart som först beskrevs av Jean-Jacques Kieffer 1922.  Heterotrissocladius similis ingår i släktet Heterotrissocladius och familjen fjädermyggor.
Artens utbredningsområde är Grönland. Inga underarter finns listade i Catalogue of Life.